# Головлёв, Сергей Алексеевич
Сергей Алексеевич Головлёв (29 июня 1925 или 26 сентября 1925, Коломна, Московская губерния — 9 сентября 1997 или 9 июля 1997, Коломна, Московская область) — участник Великой Отечественной войны, полный кавалер ордена Славы.

## Биография
Родился 26 сентября 1925 года в городе Коломна Московской области в семье рабочего. Русский. Окончил 6 классов коломенской школы № 3 и ремесленное училище. Работал модельщиком на паровозостроительном заводе в городе Коломна.
В январе 1943 года был призван в Красную Армию. В запасном полку в лагерях под городом Цивильск (Чувашия) окончил школу младших командиров, получил звание младшего сержанта.
С марта 1943 года участвовал в боях с захватчиками. Боевой путь начал в 151-м гвардейском стрелковом полку 52-й гвардейской стрелковой дивизии, был командиром отделения. Участвовала в боях на донбасском направлении, в сражении на Курской дуге. В этих боях младший сержант Головлёв заслужил первую боевую награду — медаль «За отвагу». В бою за овладение деревней Слободка (Харьковская область) со своим отделением уничтожил более 15 солдат и офицеров противника.
В конце июля 1943 года дивизия была выведена тыл и в составе в 6-й гвардейской армии переброшена на 2-й Прибалтийский фронт. Здесь почти три месяца вела оборонительные бои в районе города Невеля. Здесь Головлёва назначили помощником командира взвода, некоторое время исполнял обязанности командира взвода. В одном из боёв был ранен, а из госпиталя попал в другую часть. В одном из боев в сентябре 1943 года был ранен, после госпиталя попал в другую часть — 139-й гвардейский стрелковый полк 46-й гвардейской стрелковой дивизии, 6-й гвардейской армии.
Летом 1944 года армия в составе 1-го Прибалтийского фронта принимала участие в ходе Белорусской операции, освобождении города Полоцк.
27 июня 1944 года в районе города Полоцк (Витебская область, Белоруссия) во главе взвода внезапной атакой с левого фланга выбил противника из деревни Насано. Этим ударом был решен исход боя и населенный пункт полностью освобожден. В этом бою лично огнем из автомата и гранатами уничтожил до 10 гитлеровцев.
Приказом по частям 49-й гвардейской стрелковой дивизии (№ 60) от 18 июля 1944 года гвардии младший сержант Головлёв Сергей Алексеевич награждён орденом Славы 3-й степени.
В дальнейшем были бои за освобождение Прибалтики, участие в Рижской и Мемельской операциях.
3 сентября 1944 года у деревни Бунча (50 км юго-западнее города Огре, Латвия) при прорыве сильно укрепленной обороны противника первым поднялся в атаку, со своим отделением ворвался в траншею врага. В бою гранатой подорвал расчет пулемета, мешавшего продвижению пехоты, и захватив в плен офицера. Командиром полка был представлен к награждению орденом Славы 3-й степени (в наградном листе не было отметки о предыдущем награждении).
Приказом по частям 46-й гвардейской стрелковой дивизии (№ 89/н) от 6 октября 1944 года гвардии старший сержант Головлёв Сергей Алексеевич награждён орденом Славы 3-й степени (повторно).
В бою за населенный пункт Тестэри (3 км южнее города. Приекуле, Латвия) гвардии старший сержант Головлёв действовал как наводчик миномета гвардии старший сер наводчик миномета. Со своим расчетом поддерживал огнем наступающие подразделения, действуя с открытой огневой позиции уничтожил 2 вражеских миномета и пулемет с их расчетами, истребил свыше 10 гитлеровцев, чем способствовал освобождению населенного пункта. Командиром полка был представлен к награждению орденом Красной Звезды.
Приказом по войскам 6-й гвардейской армии (№ 290/н) от 3 декабря 1944 года гвардии старший сержант Головлёв Сергей Алексеевич награждён орденом Славы 2-й степени.
Это орден остался не врученным. К тому времени он воевал в другой воинской части. На завершающем этапе войны, под городом Пиллау (ныне — Балтийск, Калининградская область), был ранен. День Победы встретил в госпитале. После войны остался в армии, служил в гвардейской дивизии в Москве. В марте 1950 году был демобилизован в звании старшины.
Вернулся в родно города, пришел работать на тот Коломенский паровозостроительный (с 1956 года — тепловозостроительный) завод. Трудился модельщиком. Член КПСС с 1952 года.
Через полтора года после демобилизации военкомате вручили последний боевой орден — Славы 2-й степени. А ещё через 30 с лишним лет был исправлена ошибка с повторным награждением орденом Славы.
Указом президиума Верховного Совета СССР то 12 марта 1980 года приказ от 6 октября 1944 года был отменен и Головлёв Сергей Алексеевич награждён орденом Славы 1-й степени. Стал полным кавалером ордена Славы.
Работал на заводе до выхода на пенсию в 1987 года. Жил в городе Коломна. Скончался 9 июля 1997 года. Похоронен в Коломне на кладбище № 1.

## Награды
- Орден Славы 1 степени (12 марта 1980—№ 1959);
- Орден Славы 2 степени (3 декабря 1944);[2]
- 2 ордена Славы 3 степени (18 июля 1944 и 6 октября 1944[3]);[4][5]
- Орден Отечественной войны 1 степени (11 марта 1985);[6]
- Медаль «За отвагу» (7 ноября 1943);[7]
- Медаль «За победу над Германией в Великой Отечественной войне 1941—1945 гг.»;[8]
- Ряд прочих медалей.